# ليثيرا
بلدية ليثيرا (بالإسبانية: Lécera) هي بلدية تقع في مقاطعة سرقسطة التابعة لمنطقة أراغون شمال شرق إسبانيا.

## الديموغرافيا
بلغ عدد سكان بلدية ليثيرا 759 نسمة عام 2011 (وفقاً للمعهد الوطني الإسباني للإحصاء).
| 879 | 850 | 829 | 776 | 736 | 732 | 759 |